# NOMAD
NOMAD (англ. Nadir and Occultation for Mars Discovery) — научный инструмент орбитального модуля TGO международной миссии ExoMars 2016. В разработке и изготовлении инструмента принимали участие научные организации из Испании, Италии, США, Канады и Великобритании.

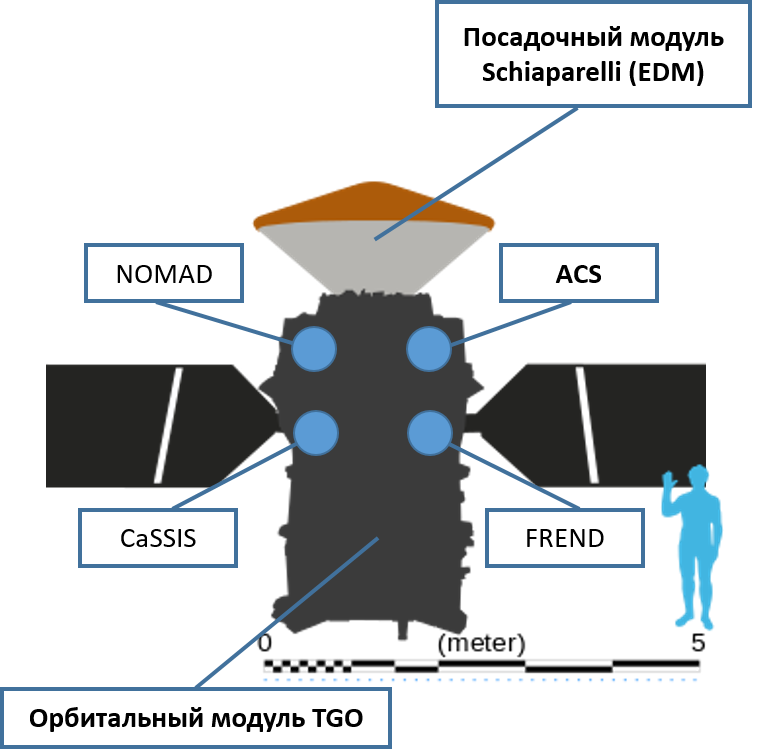
Расположение инструмента NOMAD и других научных инструментов на орбитальном модуле TGO

## Состав и функционирование

Схема демонстрирующая методику надирного наблюдения

Основными элементами NOMAD являются три спектрометра, которые позволяют исследовать компоненты марсианской атмосферы с высокой чувствительностью. NOMAD позволяет проводить прямые надирные наблюдения, а также работать в режиме солнечного просвечивания. Спектрометры NOMAD работают трёх разных диапазонах: инфракрасный (2,2 — 4,3 мкм) (каналы SO и LNO), ультрафиолетовый и видимый (0,2 — 0,65 мкм) (канал UVIS). В ультрафиолетовом и видимом диапазоне ежесекундно производится съёмка участка спектра от 200 до 650 нм.
Режим солнечного просвечивания осуществляется при входе или выходе модуля TGO в тень. В это время прибор, смотрящий на Солнце, наблюдает разные слои атмосферы. Метод солнечного просвечивания позволяет строить вертикальные профили концентрации интересующих компонентов атмосферы.
В надирном режиме NOMAD исследует свет, отражённый поверхностью Марса или его атмосферой. При этом сам инструмент направлен вертикально вниз перпендикулярно поверхности планеты. В надирном режиме инструмент более чувствителен к низкому уровню освещённости. Кроме атмосферы, в этом режиме инструмент позволяет исследовать особенности поверхность планеты. Например, вечную мерзлоту. Исследования в надирном режиме планируется проводить с периодичностью в 3 — 4 сола, что позволит исследовать одни и те же участки при разных условиях освещённости.
Канал SO создавался на основе инструмента SOIR миссии Venus Express и являлся практически полной его копией. При солнечном просвечивании инструмент NOMAD ежесекундно фиксирует до шести участков спектра, что позволяет отслеживать несколько молекул-мишеней, поглощающих свет на разных длинах волн. Сеанс наблюдений длится около пяти минут, в течение которых может быть измерено до 300 спектров на каждый диапазон. Эти измерения позволяет анализировать атмосферу от приповерхностных до самых верхних слоёв.
Канал LNO так же создавался с учётом опыта инструмента SOIR. Изменения прибора были направлены на повышение чувствительности при низких уровнях освещения, которые присущи надирным наблюдениям Марса. Изменения коснулись входной щели, которая стала больше для повышения чувствительности; электронных компонентов, для повышения вычислительной мощности; и системы охлаждения детектора. Система охлаждения детектора в инструменте SOIR работала примерно 20 минут в венерианские сутки. В инструменте NOMAD канал LNO будет работать значительно дольше. Кроме этого, система охлаждения канала LNO охлаждает некоторые элементы инструмента, включая оптику, для снижения теплового фона. Разработка системы охлаждения канала LNO проводилась с привлечением экспертов из Мадрида (Испания). ИК-спектрометр LNO проводит наблюдения до шести спектральных участков, но время экспозиции может превышать 1 секунду, что бы наблюдать молекулы газа в следовых концентрациях. В надирном режиме канал LNO позволяет исследовать вертикальный срез атмосферы по мере движения орбитального модуля TGO.
Канал UVIS расширяет возможности NOMAD в сравнении с SOIR за счёт наблюдения ультрафиолетовой и видимой части спектра. UVIS позволяет проводить наблюдения за озоном, серной кислотой и аэрозолями в атмосфере Марса. Изначально спектрометр UVIS планировалось разместить на спускаемом аппарате. Но после изменения проекта ExoMars на двух этапную схему канал UVIS решили использовать на орбитальном модуле TGO. Прибор был адаптирован для орбитальных условий наблюдения: время экспозиции одного измерения было уменьшено до 1 секунды.
Основной целью инструмента NOMAD являются анализ наличия и распространённости 18 молекул: CO2, CO, H2O, C2H2, C2H4, C2H6, H2CO, CH4, SO2, H2S, HCl, HCN, HO2, NH3, N2O, NO2, OCS, O3
Пределы обнаружения веществ в режиме солнечного просвечивания:
| Канал | CH4    | C2H2     | C2H4     | C2H6     | CO    | HCl       | HCN      | H2CO     | HDO     | H2O      | HO2   | H2S   | NH3   | N2O     | NO2      | O3      | OCS     | SO2     |
| ----- | ------ | -------- | -------- | -------- | ----- | --------- | -------- | -------- | ------- | -------- | ----- | ----- | ----- | ------- | -------- | ------- | ------- | ------- |
| SO    | 25 ppt | 0,03 ppb | 0,2 ppb  | 0,03 ppb | 5 ppb | 0,03 ppb  | 0,03 ppb | 0,04 ppb | 0,7 ppb | 0,2 ppb  | 1 ppb | 4 ppb |       | 0,2 ppb | 0,14 ppb | 2,5 ppb | 0,3 ppb |         |
| LNO   | 20 ppt | 0,03 ppb | 0,15 ppb | 0,02 ppb | 4 ppb | 0.025 ppb | 0,03 ppb | 0,03 ppb | 0,7 ppb | 0,15 ppb | 1 ppb | 4 ppb |       | 0,2 ppb | 0,1 ppb  | 1,5 ppb | 0,3 ppb |         |
| UVIS  |        |          |          |          |       |           |          | 7,5 ppb  |         |          |       |       | 1 ppb |         |          | 50 ppt  |         | 0,5 ppb |

Пределы обнаружения веществ в надирном режиме:
| Канал | CH4    | C2H2   | C2H4   | C2H6   | CO      | HCl    | HCN    | H2CO    | HDO     | H2O    | HO2     | H2S     | NH3 | N2O    | NO2    | O3      | OCS     | SO2    |
| ----- | ------ | ------ | ------ | ------ | ------- | ------ | ------ | ------- | ------- | ------ | ------- | ------- | --- | ------ | ------ | ------- | ------- | ------ |
| LNO   | 11 ppb | 20 ppb | 70 ppb | 11 ppb | 1,5 ppm | 31 ppb | 15 ppb | 16 ppb  | 0,7 ppm | 31 ppm | 0,5 ppm | 1,6 ppm |     | 83 ppb | 50 ppb | 0,8 ppm | 122 ppb |        |
| UVIS  |        |        |        |        |         |        |        | 150 ppb |         |        |         |         |     |        |        | 4,5 ppb |         | 18 ppb |

## История создания
Инструмент NOMAD был разработан в Бельгийском институте космической астрономии (BIRA-IASB) (Брюссель). При разработке учитывался опыт инструмента SOIR (Solar Occultation in the Infra-Red) работавшем на аппарате Venus Express. УФ-спектрометр создавался на основе прибора для миссии Mars Lander (разработчик Открытый университет (Великобритания)). NOMAD был включён в первый набор инструментов для миссии ExoMars. Кроме европейского прибора в первый вариант были включены американские MATMOS, EMCS, HiSCY и MAGIE, которые не попали на борт орбитального модуля TGO.
По регламентам ЕКА было создано три варианта инструмента NOMAD. Весо-габаритный макет (STM), который соответствовал прибору по размеру, массе, центру тяжести и т. д., но не имел научной начинки. Макет использовался при испытаниях модуля TGO и не предназначался для отправки в космос. Полётный экземпляр (pFM), который изначально готовился в качестве основного инструмента и проходил все необходимые тесты. Запасной полётный экземпляр (FS), который являлся полным аналогом pFM, но не был основным вариантом. Именно FS-экземпляр послужил донором, когда был обнаружен дефект детектора в канале оптического диапазона pFM-экземпляра. Если бы отсутствовал запасной полётный экземпляр инструмент NOMAD отправился бы в полёт с ограниченной функциональностью.
Основным подрядчиком по созданию инструмента была компания OIP (Ауденарде, Бельгия). Центральный электронный блок и программное обеспечение (прошивки) разрабатывала испанская команда, которая работала над проектами Rosetta, Mars Express и Venus Express. Сам блок был создан компанией Thales Alenia Space Belgium. Прибор UVIS был разработан компанией Lambda-X (Нивель, Бельгия). Электронная часть прибора была разработана и создана Mullard Space Science Laboratory (Великобритания).
Бельгийский институт космической астрономии (BIRA-IASB) осуществлял координацию всего проекта NOMAD, обеспечивал документооборот и взаимодействие с ЕКА. Кроме этого он разработал основную часть SO и LNO каналов спектрометров, в том числе и электронные составляющие. Также BIRA-IASB отвечал за разработку наземного вспомогательного оборудования.